# Жмаченко, Филипп Феодосьевич
Фили́пп Феодо́сьевич Жмаченко (26 ноября 1895 года — 19 июня 1966 года) — советский военачальник, Герой Советского Союза (1943), генерал-полковник (1945).

## Биография
Филипп Феодосьевич Жмаченко родился 26 ноября 1895 года в селе Могильно, ныне село Полесское Коростенского района Житомирской области, в крестьянской семье. Украинец. В 1906 году окончил сельскую школу, по окончании работал рабочим на железнодорожном транспорте. В 1915 году призван в действующую армию рядовым. Участвовал в боях Первой мировой войны.
С 1917 года в Красной гвардии, вступил в ряды ВКП(б)/КПСС. В Красной Армии — с 1918 года. Участвовал в Гражданской войне, командир роты, эскадрона. С 1921 года комиссар полка, окончил Школу червоных старшин в Харькове. В 1924—1926 годах назначен заместителем начальника Школы червоных старшин по политической части. После учёбы на курсах «Выстрел», с 1926 года командир полка. В 1937—1938 годах командир стрелковой дивизии. В июне 1938 года был арестован по ложному доносу. До июля 1939 года находился в заключении. Освобождён из-за отсутствия состава преступления. Восстановлен в РККА. В ноябре 1939 года назначен начальником отдела штаба Харьковского военного округа. С марта 1941 года командир 67-го стрелкового корпуса Резерва Ставки Главного Командования, носил воинское звание комбриг.

### Великая Отечественная война
В июле 1941 года 67-й стрелковый корпус вошёл в состав 21-й армии Западного фронта и под началом комбрига Ф. Ф. Жмаченко участвовал в Бобруйском сражении. В середине июля 1941 года сменён на посту комкора К. Н. Галицким и отозван в распоряжение командарма-21.
В июле 1941 года командовал 42-й стрелковой дивизией, был ранен, до сентября находился на излечении.
С сентября 1941 года — заместитель командующего 38-й армии Юго-Западного фронта, с 9.11.1941 года — генерал-майор. В феврале-мае 1942 года командующий 3-й армией Брянского фронта. В сентябре 1943 года был назначен командующим 47-й армией Воронежского фронта.
С октября 1943 и до конца войны командовал 40-й армией. Войска под управлением Ф. Ф. Жмаченко участвовали в Острогожско-Россошанской, Воронежско-Касторненской и Харьковской наступательных операциях, в Харьковской оборонительной операции, в Белгородско-Харьковской операции, в битве за Днепр, в Житомирско-Бердичевской, Корсунь-Шевченковской, Уманско-Ботошанской, Ясско-Кишинёвской, Бухарестско-Арадской, Дебреценской, Будапештской, Банска-Быстрицкой, Братиславско-Брновской, Пражской наступательных операциях. Они освобождали Румынию, Венгрию и Чехословакию. В октябре 1943 года за форсирование Днепра и удерживание плацдарма южнее Киева Ф. Ф. Жмаченко присвоено звание Героя Советского Союза.
20 октября 1943 года Ф. Ф. Жмаченко присвоено воинское звание генерал-лейтенанта, 29 мая 1945 года — генерал-полковника.

### Послевоенный период
По окончании Второй мировой войны генерал-полковник Ф. Ф. Жмаченко продолжал командовать 40-й армией, затем назначен заместителем командующего Центральной группы войск в Австрии. В 1947 году окончил Высшие академические курсы при Военной академии Генерального штаба. С 1949 года заместитель командующего Белорусского военного округа, с ноября 1953 — на той же должности в Прикарпатском военном округе. В 1955—1960 годах — председатель Центрального Комитета ДОСААФ УССР. С 1960 года в отставке.
В честь Ф. Ф. Жмаченко была названа улица в Киеве.

## Воинские звания
- Полковник (17.02.1936)
- Комбриг (17.02.1938)
- Генерал-майор (9.11.1941)
- Генерал-лейтенант (20.10.1943)
- Генерал-полковник (29.05.1945)

## Награды
СССР

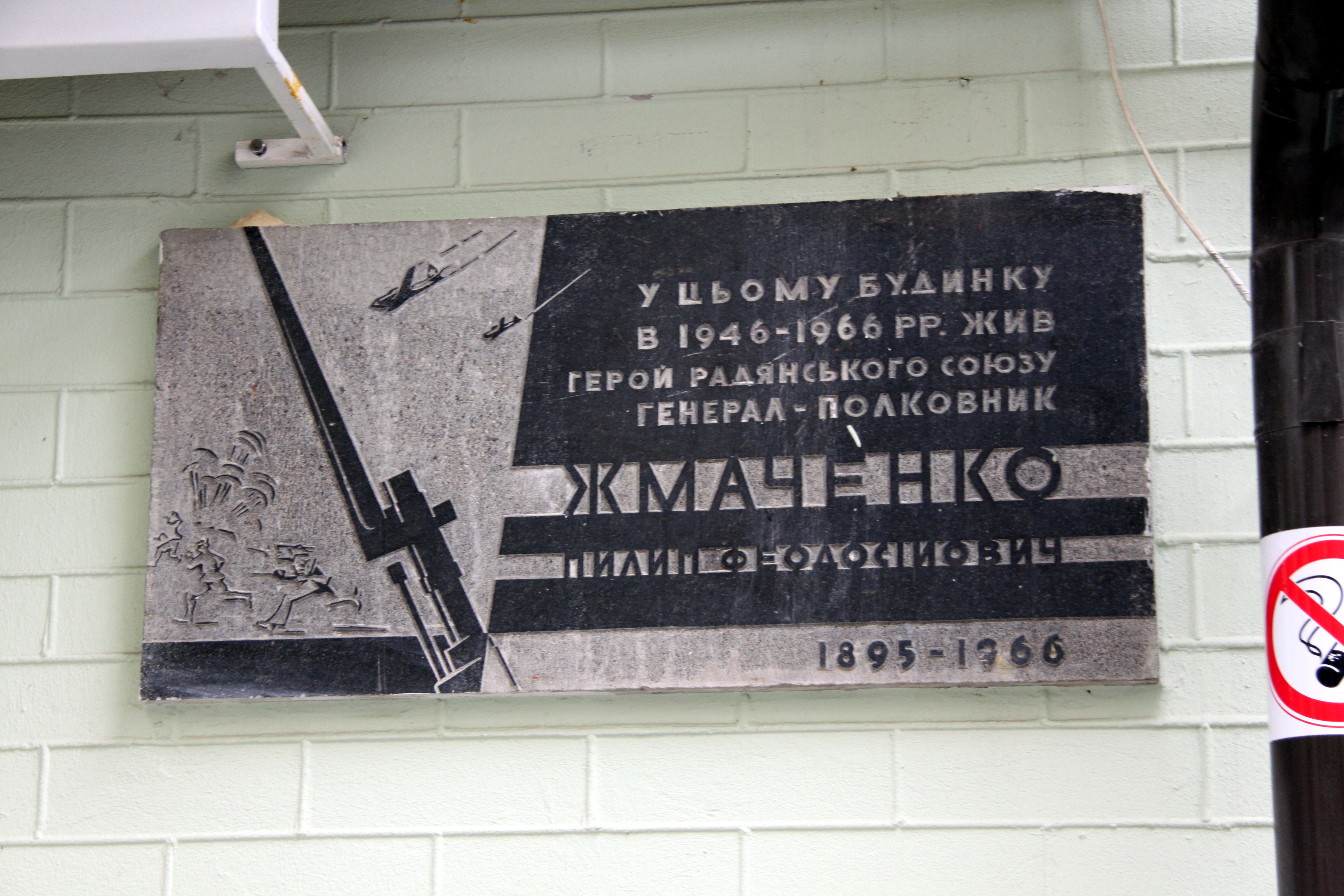
Мемориальная доска на доме в Киеве, в котором жил генерал Жмаченко в послевоенное время

- Медаль «Золотая Звезда» Героя Советского Союза № 1853 (25.10.1943)[3]
- два ордена Ленина (25.10.1943, 21.02.1945)
- четыре ордена Красного Знамени (22.02.1938, 28.04.1943, 3.11.1944, 24.06.1948)
- орден Суворова 1-й степени (17.05.1944)
- орден Кутузова 1-й степени (28.04.1945)
- орден Богдана Хмельницкого 1-й степени (10.01.1944, 13.09.1944)
- орден Красной Звезды (6.12.1965)
- Орден «Знак Почёта» (16.08.1936)
- Медали в т.ч:
- «За Победу над Германией в Великой Отечественной войне 1941—1945 гг.»;
- «За взятие Будапешта»;
- «За освобождение Праги».

### Иностранные награды
- Орден «Легион почёта» США, (1945);